# End of Season
End of Season ist ein Spielfilm von Elmar Imanov, der 2019 auf dem International Film Festival Rotterdam seine Premiere feierte. In Deutschland startete die deutsch-aserbaidschanische Koproduktion am 17. Februar 2022 in den Kinos. Im Zentrum des Films steht eine kleine Familie aus Aserbaidschan, die durch einen Vorfall am Strand tief in ihren Grundfesten erschüttert wird.

## Handlung
Das seit Längerem verheiratete Paar Samir und Fidan ist Mitte Dreißig. Samir ist ein arbeitsloser Schauspieler und Fidan Kinderärztin. Das Paar wohnt gemeinsam mit ihrem Sohn Mahmud am Rand von Baku. Ihr Sohn studiert und ist aus finanziellen Gründen darauf angewiesen, bei seinen Eltern zu wohnen. Als die drei einen gemeinsamen Sonntag am Strand verbringen wollen, kommt es zu einem Vorfall, der das Leben der Familienmitglieder auf den Kopf stellen wird.

## Produktion und Hintergrund
End of Season ist die dritte Zusammenarbeit von Produzentin Eva Blondiau und Regisseur Elmar Imanov, den beiden Gründern der Produktionsfirma Color of May. Zuvor hatten Blondiau und Imanov schon die beiden Kurzfilme Die Schaukel des Sargmachers und Torn realisiert. Bei End of Season beschlossen die beiden nicht auf Filmförderungen zu warten, sondern einen Teil ihrer eigenen Ersparnisse zu investieren. Der Film wurde in Aserbaidschan mit wenig Budget und einer Arri Amira-Kamera gedreht. Seine Weltpremiere feierte End of Season 2019 auf dem International Film Festival Rotterdam im Bright Future-Wettbewerb. Der Film wurde unter anderem auch auf dem goEast Film Festival in Wiesbaden, dem Almaty Film Festival und dem Film Festival Cologne gezeigt

## Themen
Laut Drehbuchautor Anar Imanov ist End of Season ein Film über eine aserbaidschanische Familie, die als kleinste Zelle der Gesellschaft den hybriden Charakter des ganzen Landes repräsentiert. So befinden sich die Figuren wie die aserbaidschanische Gesellschaft in einer Übergangsphase. Sie stehen zwischen einer traditionellen Denk- und Lebensweise und einer neuen Unabhängigkeit voneinander. Dieser Individualismus bringe jedoch auch Probleme wie Entfremdung, Missverständnisse und Sturheit mit sich, wie an den drei Familienmitgliedern deutlich werde. Der Film ist nach Imanov ein soziales Porträt ohne jegliche Moralisierung, das die Widersprüche der Familie und des Landes zeigt.

## Kritik und Auszeichnungen
Auf dem International Film Festival Rotterdam erhielt End of Season 2019 den Preis der Internationalen Filmkritik. Auf dem internationalen Film Festival „Zerkalo“ (Spiegel) in der russischen Stadt Ivanovo erhielt der Film zwei Preise: „Für eine einzigartige Autorenansicht“ und Preis der jungen Kritiker „Stimme“.
In ihrer Kritik für INDIEKINO nannte Eva Szulkowski End of Season einen eigenwilligen Film, der visuell und narrativ Überraschungen bereithält. Katrin Doerksen besprach den Film auf Kino-Zeit eher negativ. Zwar lobte sie die Idee von End of Season, schrieb jedoch, dass diese wohl besser für einen Kurzfilm geeignet gewesen wäre.
Carlota Moseguí urteilte bei Cinetopia: „Dieser exzellente Film, den der Regisseur und sein Bruder Anar Imanov gemeinsam geschrieben haben, beginnt mehr oder weniger in die gleiche Richtung wie ein klischeehaftes Familiendrama. Aber die Beschreibung der Eheprobleme der Protagonisten dient nur als Vorwand, um die soziale Denunziation zu diskutieren, die im Mittelpunkt des Films steht“.
Bei EEFB meinte Rohan Crickmar: „In Zusammenarbeit mit einer internationalen Crew in Baku scheint Imanov den perfekten Zwischenraum gefunden zu haben, um großartiges Drama zu produzieren. Es wird sich zeigen müssen, ob sein Engagement für das aserbaidschanische Kino den unbestrittenen Beifall der Kritiker überdauert, der sich hinter diesem netten kleinen Drama der Unzufriedenheit versammeln wird“.
Meredith Taylor schrieb in Filmuforia: „Elmar Imanovs erster Spielfilm ist eine Hommage an Antonioni. Angesiedelt in Baku am Schwarzen Meer lässt Imanov nicht nur die Atmosphäre vieler Züge des italienischen Meisters wieder aufleben, er revitalisiert auch Antonionis Hauptthema – die Ausgrenzung der Frau – auf sehr zeitgemäße Weise. Sein intimer Dauerbrenner ist ein sorgfältig konstruiertes und einprägsames Low-Budget-Juwel“.
Sebastian Seidler vom Filmdienst wertete: „‚End of Season‘ erzählt vom schmerzhaften Kreisen einer Familie in sich selbst. Weil das Leben stillsteht und die Bilder nur noch aus der inneren Trägheit der Familie genommen werden können, beginnt sich alles zu wiederholen und immer ähnlicher zu werden. Das kann sicher als große Allegorie auf die Gesellschaft Aserbaidschans gelesen werden. Doch auch ohne die politischen Dimensionen ist ‚End of Season‘ ein tiefgründiges Debüt voller poetischer Strahlkraft und erschütternder Einsichten“.